# 米格达迪耶
33°58′43″N 44°56′13″E / 33.97861°N 44.93694°E
米格达迪耶（阿拉伯文：‎）是伊拉克迪亚拉省的城市。在该国首都巴格达东北方80公里处，在迪亚拉省省会巴古拜东北30公里处。截止2003年人口约298,000，其中大部分是逊尼派阿拉伯人，其余为库尔德人、土库曼人和什叶派阿拉伯人。
自伊拉克战争爆发以来至今，该城发生了多起自杀式袭击事件，2009年4月23日发生的自杀式袭击，造成至少45人死亡。